# Селиванова, Наталия Леонидовна
Наталия Леонидовна Селиванова (род. 1 марта 1949 года) — советский и российский учёный-педагог, доктор педагогических наук, действительный член РАО (2023).

## Биография
Родилась 1 марта 1949 года.
Окончила аспирантуру в НИИ общих проблем воспитания (научный руководитель Л. И. Новикова), в 1979 году защитила кандидатскую диссертацию «Процесс формирования коллективных отношений подростков». Работала научным сотрудником в лаборатории «Коллектив и личность» этого института под руководством Л. И. Новиковой.
С 1988 года работает в Институте теории и истории педагогики РАО, с 1993 года — заведующая лабораторией теории воспитательных систем Института теоретической педагогики и международных исследований в образовании РАО (новое название Института).
С 1996 года — руководитель научного Центра современных проблем воспитания, с 2012 года (в связи с переименованием структуры) — заведующая лабораторией теории воспитания Института теории и истории педагогики РАО, с 2014 по 2019 годы — заведующая центром стратегии и теории воспитания личности во вновь созданном Институт стратегии развития образования РАО, в настоящее время главный научный сотрудник лаборатории развития личности в системе образования Института стратегии развития образования, научный руководитель лаборатории развития содержания воспитания и социализации Центра воспитания и развития личности РАО.
В 2005 году избрана членом-корреспондентом, а 9 февраля 2023 года — действительным членом РАО по Отделению философии образования и теоретической педагогики.

## Научная деятельность
Один из разработчиков теории воспитательных систем, которая принята педагогами-практиками и творческие используется в деятельности образовательных учреждений, что подтверждают ставшие традиционными Всероссийские и региональные конкурсы воспитательных систем школ и внешкольных учреждений.
Под её руководством разработаны концепции воспитательного пространства, инновационные подходы к рассмотрению развития личности как субъекта и объекта, цели и результата воспитания; проблемы методологических изменений в познании воспитания, управления процессом воспитания; взаимодействия инновационных и традиционных субъектов воспитания в системе образования; формирования новой личностно-профессиональной позиции педагога-воспитателя, подготовлены новые Концепции воспитания, Программы повышения квалификации педагогов как воспитателей.
Автор более 200 научных, научно-методических публикаций (монографии, пособий, концепций, программ, научных статей).
Под её руководством подготовлено и защищено 12 кандидатских и 3 докторские диссертации по проблемам воспитания.
Член редколлегий журналов «Вестник РГНФ», «Классный руководитель», «Наука и практика воспитания и дополнительного образования», «Работа социального педагога в школе и микрорайоне», «Образование личности»; редакционного совета журналов «Известия РАО», «Вестник Свято-Тихоновского гуманитарного университета», зам. главного редактора журнала «Вопросы воспитания». Член Международной ассоциации «Моральное воспитание».

## Награды
- Премия Президента Российской Федерации в области образования (совместно с Л. И. Новиковой, В. А. Караковским, за 1996 год) — за разработку учебно-методического пособия «Воспитание? Воспитание… Воспитание!» для общеобразовательных учреждений[4]
- Медаль «В память 850-летия Москвы» (1997)
- Медаль К. Д. Ушинского (2009)
- Высочайшая Благодарность Главы Российского Императорского Дома — Е. И. В. Государыни Великой Княгини Марии Владимировны «За примерное профессиональное служение Отечеству и высокополезные труды на поприще сохранения и развития традиций Российского образования» (2013)